# Race record

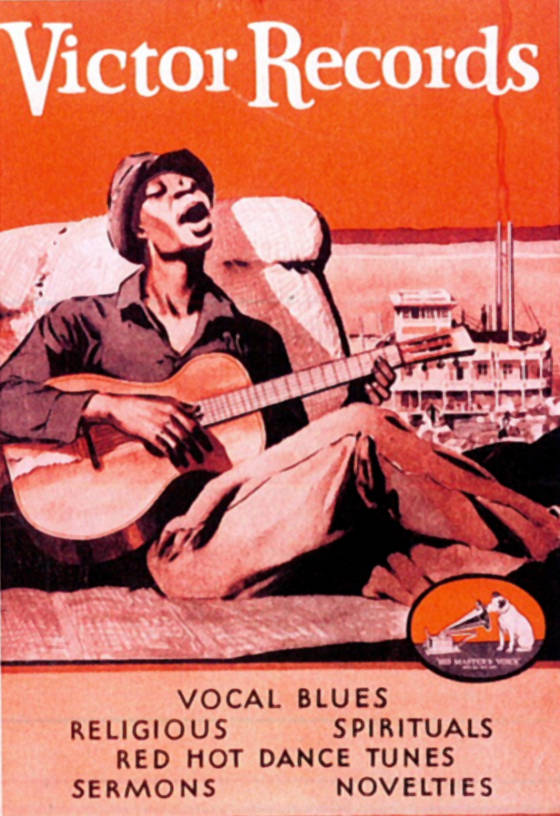
Copertina del catalogo dei race record della Victor Talking Machine Company

Il race record (dall'inglese "disco della razza") era un disco in vinile da 78 giri venduto agli afroamericani tra gli anni venti e quaranta del Novecento. Solitamente, i race record erano dischi di musica afroamericana (blues, jazz, e gospel), e diverse etichette si specializzarono nella loro pubblicazione fra cui la Okeh, la Emerson, la Vocalion, la Victor Talking Machine e la Paramount.

## Storia

### Prefazione
Prima dell'ascesa dell'industria discografica in America, l'alto costo dei fonografi impediva alla maggior parte degli afroamericani di ascoltare musica registrata. Più tardi, all'inizio del ventesimo secolo, il costo dei dischi diminuì e ciò permise alla maggior parte degli americani la possibilità di comprare dei vinili. I dischi servivano a pubblicizzare i fonografi, che erano venduti nei negozi di mobili. A causa della segregazione razziale, i negozi riservati ai neri erano diversi da quelli dei bianchi, pertanto i dischi musicali per i bianchi erano differenti da quelli per i neri.
Sebbene i dischi incisi fra gli anni 1890 e i primi due decenni del Novecento venissero solitamente realizzati da e per gli americani bianchi della classe media che vivevano nelle città, vi furono alcune eccezioni. Il primissimo artista nero ad aver registrato musica nell'era del fonografo fu il cantante George W. Johnson, seguito da Bert Williams e George Walker, due celebrità di Broadway che registrarono musica per la Victor Talking Machine Company già nel 1901. Tuttavia, gli artisti afroamericani che lavoravano per le principali case discografiche prima degli anni venti non venivano adeguatamente compensati o riconosciuti. Ciò è dovuto al fatto che i contratti discografici rivolti agli artisti neri valevano per un unico disco, quindi ciò garantiva a loro poche o nessuna possibilità di carriera.

### Le origini e il successo
Fra l'Ottocento e gli anni venti del decennio seguente, la cultura nera aveva influenzato sensibilmente quella consumistica dei bianchi. Tuttavia, la musica di origini afroamericane (blues, jazz e gospel) riusciva raramente a ottenere significativi riscontri commerciali. Perry Bradford, un famoso compositore nero, riuscì a convincere Fred Hager, il dirigente della Okeh Records, a far registrare musica a Mamie Smith, una cantante blues nera il cui stile non si adattava ai gusti dei bianchi. Nel 1920, Smith registrò Crazy Blues/It is Right Here for You che, contrariamente alle aspettative, ebbe un clamoroso successo: riuscì infatti a vendere, nell'arco di un mese, 75 000 copie a un pubblico composto perlopiù da neri. Nella speranza di ripetere la stessa fortuna commerciale di quel disco, la Okeh reclutò altri artisti blues di colore e iniziò a distribuire quelli che definiva race records. Anche altre società discografiche cercarono di trarre profitto dalla neonata tendenza dei dischi rivolti agli afroamericani: la Columbia, che fu la prima a incidere i race record dopo la Okeh, iniziò a pubblicarli a partire dal 1921, mentre la Paramount Records iniziò a distribuirli nel 1922. La Vocalion fece lo stesso durante la metà degli anni venti. Alcune società come la Okeh e la Paramount inviarono dei talent scout negli Stati Uniti del sud alla ricerca di nuovi artisti di colore che costringevano i neri a cessare l'attività con la loro casa discografica di riferimento se questi avessero deciso di lavorare per la nuova etichetta.

### La Black Swan Records

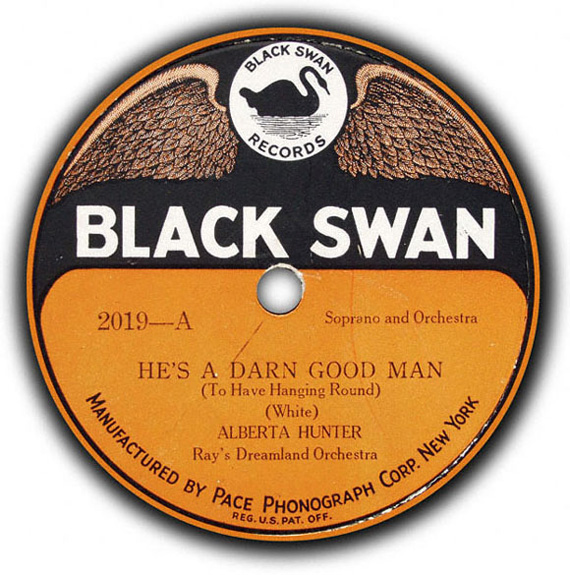
Disco di Alberta Hunter pubblicato per la Black Swan Records

Degna di nota è anche la Black Swan Records, fondata nel 1921 dall'uomo d'affari afroamericano Harry Pace che, grazie alle sue tirature di circa cinquecento race record all'anno, riuscì ad aumentare sensibilmente la notorietà dei dischi per afroamericani. La Black Swan fu aperta con l'intento di permettere agli artisti di colore di non essere isolati dalla più redditizia industria musicale bianca, al che altre industrie discografiche di race record gestite da bianchi tentarono più volte di ostacolare i piani di integrazione che si prefiggeva la casa discografica di Pace. A differenza delle altre etichette di race record, la Black Swan pubblicava dischi di musica classica, operistica e spiritual oltre a quelli di musica afroamericana, dava compensi più alti ai suoi artisti e permetteva ad essi di registrare musica utilizzando i loro veri nomi. La Black Swan fu acquistata dalla Paramount nel 1924.

### La decadenza
La grande depressione del 1929 segnò pesantemente il mercato dei race record e molti musicisti afroamericani rimasero senza lavoro. I dischi fatti per persone di colore furono rimossi dai cataloghi di quasi tutte le maggiori industrie discografiche e le emittenti radiofoniche iniziarono a trascurarli completamente. Qualcuno affermò che "intere aree della tradizione vocale nera furono trascurate o, nella migliore delle ipotesi, ricevettero alcuni riferimenti tangenziali." La pubblicazione dei race record cessò al termine della seconda guerra mondiale con l'esplosione dell'R&B.

## Caratteristiche
I race record erano dischi di musica afroamericana o registrazioni di intrattenimento leggero, e corrispondevano alla grande maggioranza delle registrazioni di artisti di colore fra gli anni venti e quaranta (all'epoca, gli artisti neri solitamente non riuscivano a fare breccia nel mercato discografico rivolto al pubblico bianco).
Le etichette che distribuivano i dischi di musica nera spiegavano il loro bisogno di rivolgersi al pubblico afroamericano con motivi sempre diversi: alcuni proprietari di etichette di race record dichiaravano, ad esempio, di voler "sfruttare i mercati e di espandere il capitale dei produttori", mentre altri asserivano di voler mantenere la divisione razziale anche in termini musicali. Alcuni sostengono che questi dischi di musica "black" fossero ottime fonti di guadagno per le etichette discografiche dal momento che potevano contare su basse spese di produzione per far lavorare gli artisti di colore.
Diverse etichette discografiche pubblicizzavano i  race record tramite cataloghi, brochure e giornali popolari tra gli afroamericani, come ad esempio il Chicago Defender, e sfruttavano talvolta annunci pubblicitari secondo i quali la musica potesse aiutare gli afroamericani trapiantati nel Nord a rimanere in contatto con le loro radici sudiste. Questo sistema di promozione è stato oggetto di critiche per il presunto uso di stereotipi razziali a fini pubblicitari. Sebbene il termine "race" ("razza") possa essere oggi ritenuto dispregiativo, all'inizio del ventesimo secolo la stampa afroamericana usava abitualmente e in un'ottica positiva la parola per riferirsi agli afroamericani e alla loro cultura.